# Yanocephalus fasciatus
Yanocephalus fasciatus är en insektsart som beskrevs av Irena Dworakowska 1973. Yanocephalus fasciatus ingår i släktet Yanocephalus och familjen dvärgstritar. Inga underarter finns listade i Catalogue of Life.